# سرشماری ۱۹۵۱ هند
سرشماری ۱۹۵۱ هند نهمین سرشماری از مجموعه‌ای از سرشماری‌ها بود که از سال ۱۸۷۲ هر دهه در هند انجام می‌شد. این سرشماری همچنین نخستین سرشماری پس از استقلال و تقسیم‌شدن هند بود. سرشماری ۱۹۵۱ همچنین نخستین سرشماری بود که بر اساس قانون سرشماری ۱۹۴۸ هند انجام شد. نخستین سرشماری جمهوری هند در ۱۰ فوریهٔ ۱۹۵۱ آغاز شد.
در این سرشماری، جمعیت هند برابر با ۳۶۱٬۰۸۸٬۰۹۰ نفر (۱۰۰۰:۹۴۶ مرد:زن) محاسبه شد که ۴۲٬۴۲۷٬۵۱۰ نفر افزایش را نشان می‌داد و ۱۳٫۳۱ درصد بیشتر از آمار ۳۱۸٬۶۶۰٬۵۸۰ نفری در سرشماری سال ۱۹۴۱ بود. در سال ۱۹۵۱ هیچ سرشماری برای جامو و کشمیر انجام نشد و ارقام آن از سرشماری ایالتی ۱۹۴۱ و ۱۹۶۱ درون‌یابی شدند. ثبت ملی شهروندان آسام (NRC) بلافاصله پس از سرشماری تدارک دیده شد. در سال ۱۹۵۱، در زمان نخستین سرشماری جمعیت، تنها ۱۸٪ از هندی‌ها باسواد بودند؛ در حالی که شاخص امید به زندگی برابر با ۳۲ سال بود. بر اساس سرشماری آوارگان در سال ۱۹۵۱، ۷٬۲۲۶٬۰۰۰ مسلمان از هند به پاکستان (هر دو پاکستان غربی و شرقی) رفتند، در حالی که ۷٬۲۴۹٬۰۰۰ هندو و سیک از پاکستان (هم غرب و هم شرق پاکستان) به هند رفتند.

## جمعیت‌شناسی زبانی
به‌دلیل تقسیم‌شدن هند در سال ۱۹۴۷ و نیز بنابر این واقعیت که آمارهای کسب‌شده به‌طور عمدی در ایالت‌هایی مانند پنجاب شرقی، هیماچال پرادش، دهلی، پپسو و بلاسپور اشتباه ثبت شده بود، ارقام جداگانه برای هندی‌ها، اردوها و پنجابی‌ها ارائه نشد.
| رتبه | زبان               | سرشماری ۱۹۵۱ هند | سرشماری ۱۹۵۱ هند |
|      |                    | گویشوران         | درصد             |
| ---- | ------------------ | ---------------- | ---------------- |
| ۱    | هندی، اردو، پنجابی | ۱۴۹٬۹۴۴٬۳۱۱      | ۴۲٫۰۱٪           |
| ۲    | تلوگو              | ۳۲٬۹۹۹٬۹۱۶       | ۹٫۲۴٪            |
| ۳    | مراتی              | ۲۷٬۰۴۹٬۵۲۲       | ۷٫۵۷٪            |
| ۴    | تامیلی             | ۲۶٬۵۴۶٬۷۶۴       | ۷٫۴۳٪            |
| ۵    | بنگالی             | ۲۵٬۱۲۱٬۶۷۴       | ۷٫۰۳٪            |
| ۶    | گجراتی             | ۱۶٬۳۱۰٬۷۷۱       | ۴٫۵۷٪            |
| ۷    | کنادا              | ۱۴٬۴۷۱٬۷۶۴       | ۴٫۰۵٪            |
| ۸    | مالایالم           | ۱۳٬۳۸۰٬۱۰۹       | ۳٫۶۹٪            |
| ۹    | اودیا              | ۱۳٬۱۵۳٬۹۰۹       | ۳٫۲۱٪            |
| ۱۰   | آسامی              | ۴٬۹۸۸٬۲۲۶        | ۱٫۳۹٪            |

## جمعیت‌شناسی مذهبی
در سرشماری سال ۱۹۵۱، جمعیت هندوها ۳۰۵ میلیون (۸۴٫۱٪)، سیک‌ها ۶٫۸۶ میلیون (۱٫۹٪) و مسلمانان ۳۵٫۴ میلیون (۹٫۸٪) نفر بود. سرشماری هند در سال ۱۹۵۱ نشان داد که ۸٫۳ میلیون مسیحی در این کشور وجود دارد.
| گروه مذهبی    | ٪ از جمعیت در ۱۹۵۱ |
| ------------- | ------------------ |
| هندوئیسم      | ۸۴٫۱٪              |
| اسلام         | ۹٫۸٪               |
| مسیحیت        | ۲٫۳٪               |
| سیکیسم        | ۱٫۸۹٪              |
| بودیسم        | ۰٫۷۴٪              |
| آنیمیسم، سایر | ۰٫۴۳٪              |
| جینیسم        | ۰٫۴۶٪              |

## یادداشت
1. ↑  مرکز مطالعات سیاست‌گذاری مستقر در چنای اعلام کرده است که تعداد مسلمانان برابر با ۳۷٫۷ میلیون نفر (۱۰٫۴٪) بوده است.[۱۴]